# Лопес, Стивен
Стивен Лопес (англ. Steven López, род. 9 ноября 1978 года) — американский тхэквондист, двукратный олимпийский чемпион 2000, 2004 годов и бронзовый призёр олимпийских игр 2008 года, многократный чемпион мира, победитель Панамериканских игр. Участник пяти подряд Олимпийских игр (2000—2016).

## Биография
Родился 9 ноября 1978 года в США, в Техасе. Таэквондо начал заниматься в пять лет – беря пример со старшего брата Жана. Вскоре таэквондо начали заниматься и младший брат – Марк, и сестра – Дайана. Учитывая то, что все семейство было целиком вовлечено в данный вид спорта, отец «спортивного клана» решил обустроить в их собственном гараже тренировочный зал, где и проходили занятия.
Вскоре Стивен Лопез достиг хороших результатов и стал принимать участие в состязаниях по таэквондо. Неудивительно, ведь спортсмен был превосходно подготовлен (братья тренировались каждый день, перед тем, как идти в школу, в пять утра и после – вечером после занятий).
В 1997 году Стивен окончил школу Kempner с отличием.  Стивен в течение некоторого времени был членом Национального Общества Чести. 
Спортсмен попал в список 50-ти самых красивых людей планеты.
С 1996 года Стивен Лопес (вместе со своим братом Жана) состоит в национальной команде США.

## Карьера
- 2009 Чемпионат мира: золото
- 2008 Олимпийские игры в Пекине: бронза
- 2007 Чемпионат мира: золото
- 2007 Отборочный турнир в национальную сборную: золото
- 2005 Чемпионат мира: золото
- 2004 Олимпийские игры в Афинах: золото
- 2004 Отборочный турнир в олимпийскую сборную США: золото
- 2003 Чемпионат мира: золото
- 2003 Всемирный квалификационный турнир: бронза
- 2003 Пан-американские игры: золото
- 2002 Чемпионат мира: бронза
- 2002 Пан-американские игры: золото
- 2001 Чемпионат мира: золото
- 2000 Олимпийские игры в Сиднее: золото
- 1999 Пан-американские игры: золото
- 1999 Пан-американский региональный олимпийский квалификационный турнир: серебро
- 1998 Чемпионат мира: бронза
- 1998 Пан-американский чемпионат: золото
- 1997 Чемпионат мира: золото
- 1996 Пан-американский чемпионат: золото
- 1996 Чемпионат мира среди юниоров: золото
- 1995 Пан-американский чемпионат: серебро
- 1994 Кубок мира: бронза